# Aeroporto de Apuí
O Aeroporto de Apuí (ICAO - (SWYN)), também chamado de Prainha, é um aeroporto brasileiro localizado no município de Apuí, no estado do Amazonas. 
Possui uma pista de 1.600 metros, asfaltada e sinalizada e cujas coordenadas são latitude -7º 10' 22.3" S e longitude -59º 50' 22.6" W.
O aeroporto Prainha fica a 455 quilômetros da capital Manaus, 1.613 quilômetros de Brasília, 2.302 quilômetros de São Paulo e 2.694 quilômetros de Porto Alegre, em distância aérea.